# 723
Évszázadok: 7. század – 8. század – 9. század
Évtizedek: 670-es évek – 680-as évek – 690-es évek – 700-as évek – 710-es évek – 720-as évek – 730-as évek – 740-es évek – 750-es évek – 760-as évek – 770-es évek
Évek: 718 – 719 – 720 – 721 –  722 – 723 – 724 – 725 – 726 – 727 – 728

## Események

### Európa
- Szent Bonifác, aki Martell Károly frank majordomus védelme alatt a hesseni pogány germánokat téríti, kivágja Donar (Thor) isten szent tölgyfáját.
- Martell Károly bebörtönözteti unokaöccseit (féltestvére, Drogo fiait), Arnulfot és vagy Gotfridot vagy Pippint (utóbbi hamarosan meg is hal).
- A bajorok és alemannok fellázadnak a frank uralom ellen.

### Omajjád Kalifátus
- Al-Dzsarráh ibn Abdalláh vezetésével újabb muszlim támadás indul a kazárok ellen, de azok főserege ismét kitér a fölényben lévő ellenség elől.

### Ázsia
- Gunakámadéva, a nepáli Liccsavi Királyság rádzsája megalapítja Katmandut.

## Születések
- Arbeo, freisingi püspök

## Halálozások
- Ó no Jaszumaro, japán államférfi, történetíró

## Fordítás
- Ez a szócikk részben vagy egészben  a(z)   723 című angol Wikipédia-szócikk ezen változatának fordításán alapul.  Az eredeti cikk szerkesztőit annak laptörténete sorolja fel. Ez a jelzés csupán a megfogalmazás eredetét és a szerzői jogokat jelzi, nem szolgál a cikkben szereplő információk forrásmegjelöléseként.